# Batman (tartomány)
Ha a képregényhősre vagy kíváncsi, lásd a Batman szócikket. A további jelentésekért nézd meg a Batman (egyértelműsítő lap)-ot.
Batman tartomány Törökország jórészt kurdok lakta délkeleti területén található. A tartomány lakossága alig 500 000 fő. A tartományon folyik keresztül a Batman folyó; a régióban pedig olajat fejtenek. Az első olajkutakat 1955-ben telepítették ide. Batmanból İskenderunba 494 km hosszú olajvezeték fut. A terület mezőgazdasága gyapottermelésre épül.
A tartomány a közeli Batı Raman hegységről kapta a nevét, székhelye Batman városa.
Batman tartomány látnivalói közé tartozik az Imam Abdullah Dervis Monostor, valamint Camiü‘r Rızk és Hasankeyf hídjai.

## Ilcsék

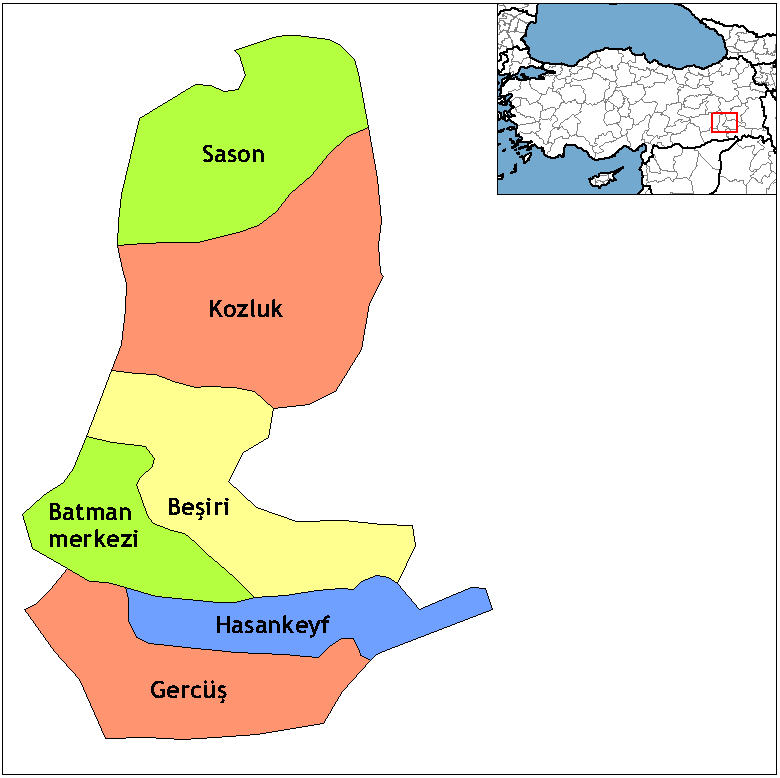
Batman tartomány ilcséi

Batman tartományt hat ilcsére osztjuk:
- Batman
- Beşiri
- Gercüş
- Hasankeyf
- Kozluk
- Sason

## Külső hivatkozások
- Batman tartomány hivatalos honlapja
- Képek a tartományról